# 愛河
愛河（あいが）は台湾南部を流れる河川。高雄市仁武区に源を発し、高雄市の中心を流れて台湾海峡に注ぐ。
日本統治時代には打狗川と呼ばれ、1920年に打狗の町が高雄と改称されて以降は高雄川に、さらに河底が掘り下げられて船が出入りできるよう運河化されてからは高雄運河に変わった。
戦後まもなく「愛河游船所」というレンタルボート屋が中正橋付近に開業したが、台風により店の看板のうち愛河の二文字だけが残った状態のまま運河上でカップルによる入水自殺事件が発生、報道の過程で看板が河川名と誤認されたことで、現場の運河名が愛河であるという誤報が広く伝わってしまったものの、長らくその呼称が定着した。1968年に高雄市長の楊金虎によって仁愛河と命名されたが、1992年に定着した呼称を追認する形で愛河と正式に改称された。
河川沿いに整備された緑道は、1917年の打狗市区計画変更によって設けられたものが基礎となっている。公園道路に分類される遊歩道である。
夕方4時から運行している遊覧船「愛之船」（愛の船）によるナイトクルーズも名物。